# Рождество-Богородицкий монастырь (Пурдошки)
Рождество-Богородицкий монастырь — недействующий монастырь Краснослободской епархии Русской православной церкви, расположенный в селе Пурдошки Темниковского района Республики Мордовия на левом берегу реки Мокша в 30 км от города Темников.
Датируется самым ранним монастырём на территории Мордовии. Первый игумен монастыря Адриан был назначен Патриархом Иовой. В 1651 году монастырь был приписан к Саввино-Сторожевскому монастырю. И упразднен в результате секуляризационной реформы в 1764 году.

## История

### Основание
Мужской монастырь основан старцем Иринархом в 1580-х годах и утвержден в статусе официальной обители в 1591. Монастырь располагался … «в Темниковском крае, на р. Мокше, близ трех деревень — русских Пурдошек и Меньшего Пурдышкова и мордовской Малые Пурдошки, Тотушево тож».
Узаконение Пурдошевского монастыря произошло при первом патриархе Иове, но общепринятый 1581 год можно считать условным, потому что тогда произошло всего лишь назначение игумена Адриана. Позднее в 1594—1598 годах обитель возглавлял Иринарх.
П. И. Мельников писал, что пурдошевские монахи ради устроения «миссионерского стана … для крещения темниковской, или еникеевской, мордвы основали пустынь». И произошло это, по мнению некоторых исследователей, около 1573 года, то есть во время строительства первой засечной черты.
В XV—XVII веках на монастыри возлагались большие надежды в деле христианизации инородческого населения. В XVII веке имели место случаи единичного неторопливого крещения, а XVIII столетие это время массовой христианизации мордвы и татар. Пурдошевский монастырь был также тесно связан и с миссионерской деятельностью. В первые десятилетия своего существования пустынь крестила окрестную мордву и татар. В документах есть немало свидетельств многочисленных стычек монастырской братии с местным населением. В такой обстановке поднимался на ноги новый монастырь. В 1594 году старец Иринарх из монастыря направил царю Феодору Иоанновичу жалобу, в которой просил защиту от бесчинства иноверцев:

Близ Пурдошевской пустыни Рождества Пречистыя Богородицы и Василья Блаженного владеет деревнею князь Кулунчак-Еникеев, а люди его татаровя чинят нам обиду и насильство великое и крестьянской вере поругаются, на монастырь палками бросают. А как ходим мы около монастыря со кресты по воскресеньям и по владычным праздникам и на ердань (то есть к проруби на Крещение), и князь Колунчакова люди приезжают на конях и крестьянской вере поругаются, кричат и смеются, и в трубы трубят, и по бубнам бьют, и в смычки (в скрипицы) и в домры играют, и с огнём под монастырь приходят и сжечь хотят, и пашню монастырскую посягают, и дубье и борти тешут насильством, и от его Колунчаковых людей прожити нам впредь не мочно…
К этому времени Малые Пурдошки принадлежали для «прокорма» монахам Рождества-Богородицкого монастыря. Меньшое Пурдышково имело владельца своего, князя Кулунчака-Еникеева. Князь — мусульманин — участвовал в Ливонской войне и в его власти оказались пленные жители Литвы, русско-белорусских областей. Они приехали с ним на жительство в Малые Пурдошки. Князя мало радовало соседство с монастырём, поэтому он и провоцировал «немалые обиды» монахам. В 1598 году Иринарх бил челом на темниковско-сузелятских татар, захвативших монастырские пашни и учинивших потраву лугов и хлеба. «Пустошили» вотчину все, кто чувствовал за собой силу. В 1600 приемник Иринарха Игумен «Поломон» (так в документе правильно Соломон) был вынужден писать в Москву и просить «бережильную грамоту», потому что от озорства соседей монахам житья не стало. «Вперёд прожити от них не можно», — печалился царю игумен, мало полагавшийся на заступничество уездных властей. На монастырские челобитные Москва отреагировала. В 1595 году Кулунчак-Еникеев лишился русской деревни Меньшое Пурдышково, деревню власти отписали монастырю. Но затем, после яростной тяжбы с монастырём, вновь завладел деревней. По новой царской грамоте монастырь в качестве компенсации получил во владения крестившуюся мордовскую деревню Малые Пурдошки. Этот затяжной земельный спор с владетельным татарским мурзой князем Кулунчак-Еникеевым монастырь выиграл.
Настоятели Пурдышевского монастыря стремились не только расширить владения, но и включить в них крестьян на основе крепостной зависимости. Рост владений монастыря шел по двум линиям — за счет вкладов и приобретений. В 1592 году богатый мордвин Савелий Турондеев передал монахам часть своих владений: «пашню, бортные ухожаи, сенокосы». В 1594 году ещё два новокрещена, братья Федор да Гурей Сазоновы, дети Кузьмины, отдали монастырю «свой жеребей», полученный в наследство от отца Кузьмы Сазонова — двор, гумно и пашню с покосами. В 1606 году игумен Адриан Второй принял богатый вклад от темниковского крестившегося татарина Семена Кирдянова — сразу целое имение, село Большие Пошаты с крестьянами, пашней, «с бортными ухожьи, с перевесьем и с озеро и с истоки, со всяким вотчинным зверем (с охотничьими заповедными лесами) и со всем вотчинным угодьем». Появились у обители и дальние участки: в 1629 переписные книги «писма и сыску путного ключника Федора Малого» пометили владения пурдошевских монахов на Суре, так называемый «Брангинский ухожай», подаренный монастырю на помин души родственниками крестьянина-новокрещена Г. П. Угримова из деревни Вечкениной Темниковского уезда. Имелись и сугубо деловые варианты приумножения богатств: в 1594 году новокрещен Петуй Авкиманов продал игумену Иринарху свой бортный ухожай за 20 руб. — часть леса в полдня пути в окружности.

### XVII век
К 1611 году все три деревни, складывавшиеся в село Пурдошки, уже принадлежали обители; с 1611 по 1625 года к монастырю отошли деревни Шалы и Боры, а в самом начале XVII в. — больше половины пашни из угодий с. Девичий Рукав. К ранним приобретениям относилось также с. Шигонь в Инсарском уезде. В 1631 году обители был отдан посопный хлеб, вносимый шигоньскими крестьянами, а в 1635 году Шигонь уже помечалась селом монастырским. К концу царствования Романова Михаила Федоровича, Пурдошевский монастырь в общей сложности имел село и 4 деревни, 2000 душ крестьян, 1250 десятин пашни, сенные покосы на 1765 копен, 500 десятин строевого леса, рыбные ловы на Мокше и озёрах, охотничьи угодья, бобровые гоны, бортные урожаи. Многие крепостные крестьяне сидели у монастыря на оброке и вносили куничные, и ясачные деньги.
В 1678 году по переписным книгам в «вотчине Рождества Пречистые Богородицы за Пурдошевским монастырём в селе Пурдошках значится церковь во имя Рождества Пречистые Богородицы, 5 дворов монастырских служек, в них 17 человек, и 228 дворов крестьянских и бобыльских, людей в них 781 человек». Спустя 7 лет русская часть Пурдошек насчитывала уже 301 крестьянский двор.
В Пурдошках у монахов имелась собственная пристань, с которой отправлялись к Нижнему Новгороду и Мурому плоскодонные баржи с хлебом и медом. На левом берегу реки в селе Пурдошки была построена первая судоверфь. К сожалению, она не сохранилась до наших дней (в 1764 году отряды Емельяна Пугачёва сожгли её).
Монахи этого монастыря начали первыми профессионально перерабатывать лес и строить баржи двух типов. Сначала это были плоскодонные «пурдошанки»- метров тридцать длины, пять — шесть ширины. Такая баржа брала до шестидесяти тонн груза. Тащили её обычно двадцать три бурлака. После «пурдошанок» монастырь перешел к строительству более крупного судна «мокшанке». Она была в два раза длиннее прежней (до 60 метров) и брала уже до ста тонн груза. Судоходство по р. Мокша прекратилось в середине XX века. Пурдошанский торг до середины XVII века был одним из крупнейших торгов того времени. В XVI — начале XVII века на торг в слободу Пурдошевского монастыря съезжались купцы из городов Мурома, Владимира, Кадома, Елатьмы, Новгорода, Пскова, Твери, Рязани, Казани, Темникова и других мест. Крестьяне окрестных сёл и деревень везли всё, что нужно было для растущих потребностей монастырского хозяйства. Продавались продукты земледелия, животноводства, бортничества, рыболовства и охоты. Все таможенные сборы шли в пользу монастыря. Таможенные грамоты обитель получала дважды, в 1614 и 1621 годах. В 1621 году царь Михаил Федорович пожаловал игумену Пурдошевского монастыря Иону с братией многими льготами. Монастырь рассматривался Москвой как дополнительное оборонительное сооружение на Мокше, царь требовал от воевод укрепить пустынь «городовым делом и острогом» и обеспечить обитель продовольственными и военными запасами на случай размещения стрелецкого гарнизона.
По грамоте царя Михаила Фёдоровича, с разного вида товаров, привозимых в Пурдошки или провозимые через Пурдошки, а также с товаров, сплавляемых мимо села по Мокше взимали таможенные сборы. Например, за проследование мимо пустыни по реке большого судна размерами не менее 9 саженей в длину купцы платили полтинник. Право таможенных сборов — это золотое дно монастыря. Право обители на сборы таможенных денег продержалось до 1699 года, когда оно было аннулировано царём Петром Алексеевичем. По именному указу Петра Первого в Пурдошках был учреждён другой таможенный пост, собиравший пошлины уже для государевой казны. Таким образом, к середине XVII столетия Рождество — Богородицкий монастырь превратилась в крупного феодала, успешно конкурировавшего на внутреннем рынке Понизовой области.
Царь Алексей Михайлович указом от 30 июля 1651 года повелел именовать Рождество-Богородицкую обитель приписной к Звенигородскому Саввино-Сторожевскому монастырю, которому передавались все владения примокшанских монахов. Звенигородские архимандриты сначала присылали в Пурдошки своих наместников, а затем, с начала XVIII в., ставили во главе обители наемных управителей-приказчиков, тем самым подорвав не только экономическое благополучие монастыря, но и его авторитет у населения. После приписки к Звенигороду Пурдошевский монастырь продолжал наращивать земельные наделы, но уже не в свою пользу. Между 1654 и 1661 годами Савво-Сторожевская обитель через пурдошевских строителей оформила крепости на пашенные угодья мордовских деревень Дракино и Полумборг на Парце, в 1660 году завладела деревней Ингиняр-Пятина.
В конце XVII века при бывшем монастырском храме Рождества Пресвятой Богородицы образовалась женская община или богадельная, которая стала называться Рождественской Богадельней Краснослободской десятины Починковской. В 1700 году Пурдошевский монастырь назван общим мужским и женским, то есть рядом на одной усадьбе один храм стал храмом с. Пурдошек и вместе Рождественской женской богадельней, а другой остался во владении монахов. Женская обитель не могла утвердиться прочно из-за внешних неблагоприятных условий, близким соседством с мужским монастырём, слуги и крестьяне которого вели себя бесчинно.

### Звенигородский след
Считается, что монастырь основали ставленники Звенигородского Саввино-Сторожеского монастыря, славившегося предприимчивостью своих обитателей. В пользу звенигородского происхождения иночества Темниковского края говорило и то, что в конце XVII столетия мордовская деревня Малые Пурдошки входила в ленное владение «Саввина дома», что подтверждалось царской грамотой 1596 года, предписывавшей воеводе К. П. Протасьеву освободить деревню от оброка, как принявшую православие и принадлежавшую любимому монастырю московских владык. П. И. Мельников тоже считал пурдошанских иноков выходцами из Звенигорода. Прямая зависимость Пурдошевского монастыря «Рождества Богородицы» от Саввино-Сторожеского оформилась в 1651 году, а до того времени Пурдошевская пустынь пользовалась относительной самостоятельностью. Первые миссионеры, взявшиеся за крещение мордвы, стали объектами нападок язычников и мусульман; и тогда монахам пришлось искать могущественных покровителей, которые и явились в лице одного из главнейших монашеских центров Московии — Звенигорода. Столичные (Звенигородские) настоятели помогали пурдошевским монахам книгами, иконами, утварью, а также заступничеством перед властями.
Во времена смуты многие монастыри края погибли в огне гражданской бойни, а Пурдошки устояли. В Рождество-Богородицкой пустыни сложилось положение, когда настоятели менялись часто. До 1661 года в пустыни сменилось 15 настоятелей. Наличие обширного поместья ещё не означало, что монахи жили на широкую ногу. Сохранилось древнее описание монастыря, и из перечня архитектурных «красот» видно, что быт иноков мало чем отличался от обычного крестьянского. В общей ограде стояли две церкви, десять келий: «две кельи игуменские, да келья чашника Антония, да кельи соборных старцев — старца Иова…». Сам состав монашествующих в XVI — начале XVII века не превышал 20 человек. В 1651 году одним росчерком пера пустынь была поставлена на грань нищеты, приписана к Звенигородскому Саввино-Сторожевскому монастырю. Высокие чины Саввино-Сторожевского монастыря регламентировали все мелочи быта и хозяйства. Например, по осени, с первыми заморозками Пурдошевские монахи собирали обоз не менее чем в 150 подвод для отправки продуктов в монастырь Звенигорода. Монахи жили впроголодь, влачили жалкое существование, они воспринимались начальством Саввино-Сторожеского монастыря как крепостные, но только добровольные. В 1685 году Анисим Борисов священник соборный Рождественской церкви (она являлась приходской для Пурдошек) бесплатно обвенчал семь молодых пар и одну пару благословил вторым браком, заплатил штраф Саввино-Сторожевскому монастырю десять рублей. Значение Рождество-Богородицкого монастыря для христианского населения падало. С момента приписки до начала XVIII века (за 50 лет) в обители сменилось 22 настоятеля. Среди этих десятков наместников не оказалось ни одного, достойного именования духовного попечителя. Типичные хозяйственники, они и с монахами вели себя как администраторы. Благолепие обители их мало интересовало. Кельи рушились, братия старела, послушники предпочитали искать другие места для жизни, общежительность никто не поддерживал, устав всеми был позабыт. Даже монастырские храмы стали пониматься как приходские, а монахи — при них обитающие.

### XVIII век
В XVIII в. некогда большой штат монастыря растаял, и к секуляризационной реформе Рождество-Богородицкая обитель пришла почти опустевшей. Упразднение монастыря прошло незаметно. После окончательного упразднения монастыря в 1764 года его последнее местоположение превратилось в кладбище (около реки Мокши сейчас парк). Сегодня в селе Пурдошки уже ничто не напоминает о монастыре.

### После упразднения
В 1820 году вместо обветшавшей сельской кладбищенской церкви пурдошевцы поставили каменную Успенскую церковь с приделом во имя апостолов Петра и Павла. Двусветный одноглавый четверик с трапезной и колокольней, построен в классическом стиле. Главный престол Успенский, второй — Петропавловский.
В 1930-х церковь закрыта, колокольня и венчания сломаны. Использовали церковь, как товарный склад. С 1975 года по 1991 в храме располагался лимонадный цех.
В 1992 году возвращена верующим в тяжелом состоянии. По мере возможности восстанавливается приходом. Заново освящена как Петропавловская. Её зимний предел был освящен в честь Рождества Богородицы, в память о разрушенном соборном храме.

## Сооружения монастыря
Никаких подробных описаний или, тем более, изображений древних Пурдошевских святилищ до нас не дошло. Все постройки, в том числе и церкви, ставились из дерева. За время своего существования монастырь знал четыре храма. Первой в монастыре появилась деревянная церковь во имя Рождества Пресвятой Богородицы с пределом во имя Василия Блаженного (1591 год), в виде башни, увенчанной шатром и главой. К 1645 году храм Рождества Пресвятой Богородицы был полностью перестроен. В 1652—1656 годах соборная церковь снова переделывалась.
В конце 1630-х — начале 1640-х гг. иноки срубили новую трапезную, а при ней теплую церковь во имя Сергия Радонежского. К 1660-м годам она уже нуждалась в ремонте, а в конце века её сломали и заменили новой, тоже Сергиевской. Дошли также упоминания ещё о двух церквях первой половины XVII века, называвшихся «игуменскими».
В 1628 году был поставлен деревянный зимний храм во имя Николая Чудотворца. В 1656 году Никольская церковь исчезла. Как погибла тёплая церковь неизвестно, вместо неё появился Никольский придел в соборном храме. Второй придел именовался Савво-Сторожевским, в честь основателя Звенигородской метрополии преподобного Саввы. В 1669 отдельная Никольская церковь вновь отстроена с несколькими кельями, где жили монахи из монастыря. Вторично Никольская церковь отстроена как соборная, вместо Рождество-Богородицкого храма. Старый Рождество-Богородицкий собор оставили для прихода. После окончательного упразднения монастыря в 1764 года Никольская церковь попала в припись к Рождество-Богородицкому сельскому храму. В начале XVIII века столетия Рождество-Богородицкий храм всё ещё стоял, более того, в реконструированном виде он дожил до 1793 года, пока рядом с ним не началось строительство каменной приходской церкви. Рождество-Богородицкий храм с Никольским и Саввино-Сторожевским приделом был построен на средства пурдошан в 1796 году. В её приход входили, кроме самого села, д. Старые Шалы, Новые Шалы, Мордовское Корино. Стоял он на живописном левом берегу реки Мокша, недалеко от пристани.
Из воспоминаний старожила Ивана Кузьмича Ишкина:

Рождество-Богородицкая церковь была красивой, с высоким, большим куполом. До 1918 года службу вёл батюшка Еня (Евгений). Их с матушкой Антониной дом был недалеко от храма (сейчас на том месте стоит аптека). На службу приходили прихожане из соседних деревень: Пошаты, Корино (Ельниковский р-он), Бочино, Поповка (Темниковский р-он). В 30-е годы XX века церковь закрыли. Алтарь переделали в сельскохозяйственный склад, ссыпали зерно. Остальная часть храма служила тюрьмой. За два года, с 1950 по 1952 гг., церковь сломали по постановлению первого секретаря Пурдошанского района (Пурдошанский район существовал до 1962 г) Игошина Ивана Филипповича. Из её камня построили Дом культуры.
От церкви остался только большой камень с надписями, который лежит на берегу реки Мокша. В 2001 году в парке, на месте бывшего алтаря, заботой Крапивниковой Екатерины поставили крест с железной оградкой.